# 张道发
张道发（1955年10月—），男，中华人民共和国政治人物，中国人民解放军少将。曾任中国人民解放军军事检察院代检察长，第十三届全国政协委员。